# Королёв, Валерий Васильевич
Валерий Васильевич Королёв (17 мая 1945 — 5 мая 1995) — русский писатель

, член Союза писателей России. При жизни писателя вышли две книги: «Жизнь как жизнь», «На трёх буграх». В 2000 году вышла третья книга «Древлянская революция» и в 2016 году сборник рассказов «Система азбучных истин». Его творчество было оценено знаменитым писателем В.П. Астафьевым.

## Биография
Родился 17 мая 1945 в Москве в семье военного. Отец писателя, Василий Иванович Королёв  (22.02.1918-30.04.1989), уроженец д. Еднево Волоколамского района. Герой Советского Союза.

По воспоминаниям Ольги Сергеевны Королёвой, второй жены писателя, Василий Иванович имел жесткий характер, ценил личные границы, но для себя никогда ничего не просил. Последние годы с сыном общался довольно редко.
«Отец в Бога не верил. По крайней мере, я от него никогда не слыхал ни о Господе Иисусе Христе, ни о Священном Писании, ни о чем-либо ином, связанном с христианством. Он был коммунистом, воспринимающим коммунистическую идею как созидание государства во имя народа, а коммунистами считал только тех, кто трудолюбив и бескорыстен. Все остальные для него являлись попутчиками».
Мать писателя, Елена Феликсовна Королёва (в девичестве Трушель) (31.05.1921-08.11.1976), работала служащей в Тимирязевской академии. Это была красивая, рассудительная и немногословная женщина с твердыми жизненными убеждениями.

Отношения с ней отличались от отношений с отцом, были более глубокими и теплыми. Свою любовь к матери и детское восприятие В. В. Королёв выразил в повести «Добрые люди»:
«С тех пор, как я себя помню, моя любовь к матери была ненасытна и страдательна. Мне хотелось, чтобы мать всегда была со мной, но жизнь постоянно нас разлучала. Я и по сей день извожу себя мыслью, что до конца не выказал ей достаточной сыновней признательности, за обыденной суетой откладывая и откладывая свершение сего акта на потом. Мне казалось, что мать будет жить вечно и что наступит такое время, когда мы с матерью всегда будем вместе. И тогда уж без суеты я сторицей верну все накопленное во мне за долгие годы: и нежность, и заботу, и другое, чему названия нет, что я лично называю сыновней бессознательной восторженностью, когда восторгаешься не красотой женщины, не богатством ее, не умом, не профессией, не положением в обществе, а тем, что ты — кровь от крови и плоть от плоти ее, просто потому, что она — твоя мать».
Родители Валерия Васильевича познакомились в деревне Еднево, куда к своей бабушке Василисе Денисовне Елена Феликсовна приезжала летом.
Мать Елены Феликсовны, Екатерина Николаевна Трушель (в девичестве Гуськова), также была родом из деревни Еднево, по профессии медсестра. Жила вместе с Королёвыми на Таганке в одной комнате, помогая воспитывать внука Валеру.  Была замужем за литовцем Феликсом Трушелисом, с которым познакомилась в Москве на службе. Феликс умер до 1937 года.

С особой теплотой Валерий Васильевич Королев описывает прабабушку Василису Денисовну. Она очень много значила для маленького Валеры: родители отправляли его на все лето в деревню Еднево, где он вместе с другими внуками и внучками из рода Гуськовых-Королёвых проводил несколько месяцев под опекой прабабушки. В то время ей уже было много лет, однако она оставалась непреклонным авторитетом для своих подопечных:
«Характер мой формировался в общении со многими людьми, но, думаю, сознательное отношение к жизни в меня заложено именно прабабкой в том нежном возрасте, когда, не отличая плохое от хорошего, дети еще не управляют собой, когда рождение в сердце горя, радости, гнева почти не контролируется умом и причина почти любого поступка — эгоизм».
Василиса Денисовна была православной, имела привычку часто и искренне молиться:
«И еще особенно великое было заложено в меня прабабкой. Она совершенно открыто молилась Богу. Как я теперь думаю, молитва для нее была необходима, как сон и пища, и ждать определенного укромного часа она не могла. Да и трудно было выкроить этот час в постоянной повседневной суете по хозяйству, во всепоглощающих заботах о нас. По утрам, когда только еще серел рассвет, она перед киотом наскоро читала «Отче наш», «Богородицу» и «Символ веры». То же самое совершала вечером. Длительно же молилась по нескольку раз в день в промежутках между трудами».
Девизом ее жизни была любовь:
«Без любви жизнь — маета, работа — каторга, родимая сторона — хуже мачехи, а добрых людей днем с огнем не сыщешь»

### Детство
Детство Валерия Васильевича прошло в доме на Большой Коммунистической улице  в районе Таганки. В настоящее время этого двухэтажного небольшого дома с двором, с многочисленными закутками и сарайчиками, в которых Валера играл с товарищами не существует.
Недалеко от дома, в Товарищеском переулке д. 3/5, была небольшая старая школа красного кирпича. Здесь начинал учиться Валерий сначала в школе для мальчиков, а затем в смешанных классах.  Здание сохранилось, в наши дни в нем располагается Школа № 2124 "Центр развития и коррекции". 
Недалеко от дома детства Королёва расположена церковь Святого Мартина Исповедника. Храм был закрыт в 1936 году, его здание использовалось сначала как архив студии документальных фильмов «Востоккино», а затем как хранилище фондов Книжной палаты СССР. Спустя многие годы одним из предметов гордости Королёва было осознание того, что его книги хранятся в государственном фонде именно на той улице, где прошло его детство.

### Образование
Окончил в 1964 году Московское музыкально-педагогическое училище имени Октябрьской революции по классу баян.
В 1973 году окончил Московский государственный институт культуры по специальности культурно-просветительная работа, дирижер самодеятельного оркестра народных инструментов.

### Служба в армии
С 14.09.1964 по 5.11.1967 служил в рядах Советской Армии в должности рядового и сержантского состава в зенитно-артиллерийских войсках.

### Карьера
Сентябрь 1962 года – июнь 1963 года во время обучения в музыкально-педагогическом училище работал педагогом по классу баяна в Нахабинской вечерней музыкальной школе и с октября 1963 года по сентябрь 1964 года в Детской музыкальной школе № 28 г. Москвы.
Декабрь 1967 год – сентябрь 1969 год руководитель кружка баянистов клуба имени Серафимовича НИИ Аппаратостроения г. Москва.
Сентябрь 1969 год – ноябрь 1969 год преподаватель по классу баяна НИИ Аппаратостроения г. Москва.
Декабрь 1969 год – ноябрь 1971 год педагог Детской музыкальной школы ст. Нахабино, Московская область.
Ноябрь 1971 год – апрель 1973 год методист музыкального отдела Московского областного Дома народного творчества Главного Управления культуры Московской области г. Москва.
Апрель 1973 год – август 1975 год старший методист музыкального отдела Дома художественной самодеятельности МОСПС г. Москва.
Август 1975 год – апрель 1977 год   старший инспектор отдела ВУЗов Управления учебных заведений   Министерства культуры РСФСР  г. Москва.
Апрель 1977 год  –  январь 1978 год инструктор отдела пропаганды и агитации Партийного комитета Московских областных организаций и учреждений г. Москва.
Январь 1978 год – январь 1979 старший методист музыкального отдела Дома художественной самодеятельности МОСПС г. Москва.
Январь 1979 год – апрель 1979 год заместитель директора ДК и Т имени Ленина профсоюзного комитета КЗТС г. Коломна.
Апрель 1979 год – июнь 1979 год, исполняющий обязанности директора ДК и Т имени Ленина г. Коломна.
Июнь 1979 год – апрель 1980 - директор Дома культуры подсобного хозяйства «Непецино» Коломенский район.
Апрель 1980 год – октябрь 1981 год директор Андреевского сельского Дома культуры, колхоз «Победа» Коломенский район.
Ноябрь 1981 год – декабрь 1982 год истопник, ясли-сад №10 Тепловозостроительного завода имени Куйбышева г. Коломна.
Декабрь 1982 год – сентябрь 1983 год методист хорового общества Московской области г. Москва.
Октябрь 1983 -  апрель 1994 год   сторож-матрос дебаркадера жилищно-коммунального отдела завода тяжелого станкостроения г. Коломна.
Март 1992 год – член Союза писателей СССР.
Май 1994 год – май 1995 монтажник ТОО «Стройкомплектсервис» г. Коломна.

### Семья
В 1970 году зарегистрирован брак с Людмилой Александровной Козловой.
В 1970 год родилась дочь Елена.
16 апреля 1977 год состоялся развод с первой женой.
21 октября 1978 год зарегистрирован брак с Ольгой Сергеевной Шульдишевой.
В 1979 году родилась дочь Василина.
В 1981 году родилась дочь Екатерина.

### Первая жена
В 1970 году В.В, Королёв женился на Людмиле Александровне Козловой. Брак начал распадаться, когда их дочери Елене (Лёльке, как ласково называл ее Валерий Васильевич) было 6 лет. В.В. Королёва с дочерью связывали глубокие и сильные отношения. По воспоминаниям Ольги Сергеевны он часто звонил ей с работы.
Бывшая жена боялась потерять не только мужа, но и дочь, поэтому ограничила их общение. Девочка очень тяжело переживала разрыв с отцом. Королёв тоже страдал из-за запрета видеться с дочерью.  Очень скоро Людмиле Александровне пришлось отказаться от своего решения из-за сильных душевных переживаний Лёли, которые отразились на ее здоровье. В феврале 1978 года Валерий Васильевич снова сходится с бывшей женой, чтобы быть с дочерью. Но это только продлило агонию расколовшемуся союзу. Пара распалась окончательно. Людмила Александровна осталась в хороших отношениях с Валерием Васильевичем.

### Вторая жена
Знакомство с Ольгой Сергеевной Шульдишевой, будущей второй супругой писателя, произошло еще в 1972 году. Они вместе работали в Областном доме народного творчества: Ольга Сергеевна работала в хоровом, а Валерий Васильевич в музыкальном отделе. По воспоминаниям Ольги Сергеевны, на столе Королёва всегда лежали бумаги, он все время что-то писал. На вопрос, что он делает, Валерий Васильевич ответил: «Пробую писать рассказы». Через некоторое время Королёва повысили, и он поменял место работы. Знакомство прервалось на несколько лет.
Осенью 1977 года Ольга Сергеевна приняла решение вступить в партию. Ей нужно было пройти инструктаж в Партийном комитете областных организаций и учреждений на Красносельской.  Инструктором оказался Валерий Васильевич. Ольга Сергеевна заметила, что он сильно осунулся и похудел – в этот период у него умерла мама, он развелся с женой, происходила «переоценка ценностей». 
Чувства в паре уже начали зарождаться. Но, видя переживания Королёва из-за разлуки с дочерью, Ольга оттолкнула его, чтобы девочка росла с отцом. Разлука длилась до мая 1978 года. В мае Валерий Васильевич назначил встречу Ольге Сергеевне на Цветном бульваре. Здесь писатель признается ей, что отношения с бывшей женой окончательно распались.
Летом 1978 года Валерий Васильевич уезжает с дочерью в отпуск на Украину по приглашению заведующей отделом культуры города Каширы. В это же время Ольгу отправляют на сенокос в Шаховской район Московской области. Сразу после поездки на Украину Королёв уезжает в командировку в Курск, но вместо трех недель проводит там только одну – он не может терпеть и едет в Коломну. Прямо с вокзала пара отправляется  в коломенский ЗАГС подавать заявление. Но им не хватает справки о разводе Королева, поэтому регистрация брака состоялась 21 октября 1978 года в коломенском ЗАГСе.
Супруги прожили вместе 17 лет, до самой смерти Валерия Васильевича. Бытовые проблемы и трудности, сложная экономическая ситуация в стране, конечно, усложняли семейную жизнь. Но это не мешало им искренне любить и находить друг в друге поддержку и опору. 

### Переезд в Коломну
Уже после армии Валерий Васильевич начал писать. Как говорил Королёв: «Всегда находится добрый человек, который тебя продвинет», и этот человек нашелся. У Валерия Васильевича началась серия повышений. Из-за сильной нагрузки сначала в Министерстве культуры России, а потом в Партийном комитете областных организаций и учреждений у него не получалось проводить за письменным столом много времени.
Чтобы иметь возможность писать, он пытается устроиться в литературную усадьбу-музей. Но ничего не выходит. Тогда писатель всерьез задумывается о переезде из Москвы «куда-нибудь».  Жена предлагает вернуться в Коломну. В 1979 году семья переехала.
В Коломне писатель сразу нашел работу во Дворце культуры и техники имени В.В. Ленина (сейчас ДК «Коломна») завода тяжелого станкостроения. Валерий Васильевич претендовал на должность заместителя директора, но стал исполняющим обязанности директора. Писать снова не получалось. Тогда Королёв устраивается директором Дома культуры в подсобное хозяйство Непецино, Ольга Сергеевна становится там же худруком. Им предоставляют квартиру, рождается первая дочь Василина.
Из Непецино Королёвы переходят работать в сельский дом культуры в Андреевке. Он на должность директора, она – художественным руководителем. В Андреевке не было служебного жилья, пришлось разменять московскую комнату на двухкомнатную квартиру в «Аквариуме» (улица Дзержинского, дом 13А). В Андреевке Королёв познакомился с Валентиной Васильевной Климовой, которая работала уборщицей в ДК. Всю жизнь она проработала дояркой, была замужем. С Валерием Васильевичем у них сложились добрые отношения, она позволяла ему приезжать и писать у нее дома. По воспоминаниям писателя, к дому примыкал скотный сарай, и он сидел через не слишком частый забор напротив хряка.
Но и на этом месте на творчество не хватало времени. В надежде выкроить побольше драгоценных минут на любимое занятие, Королёв устраивается истопником в ясли-сад Коломзавода. Через некоторое время тесть договаривается, чтобы его взяли на дебаркадер сторожем-матросом. Долгие вахтенные часы позволяли днем общаться с постояльцами плавучей гостиницы и подмечать характеры и детали, а ночью – писать и обдумывать будущую рукопись. 

### О литературе
Первый рассказ В.В. Королёва был опубликован в 1981 году. Произведения его регулярно печатались на страницах центральных журналов и газет: «Сельская молодежь», «Юность», «Литературная Россия», «Крестьянка», «Московский журнал». В 1984 году вышла в свет его первая книга «Жизнь как жизнь», а в 1990 году издательство «Молодая гвардия» выпустило вторую его книгу «На трех буграх». Третья книга, отданная в издательство «Столица» уже не вышла. Издательство прекратило существование из-за Перестройки.
В 1992 г. Валерий Васильевич стал членом Союза писателей России. После смерти А.Ф. Кирсанова, коломенского поэта, возглавил городское литературное объединение «Зарница». Работая в газете «Грань», он привлекал и собирал вокруг газеты талантливых людей на страничке «Литературная среда», стоял у истоков православной газеты «Благовестник».

### О характере
О характере Валерия Васильевича мы можем судить по воспоминаниям его жены и дочерей, коллег, журналистов и собратьев по ремеслу.

Вспоминает Ольга Сергеевна, жена писателя:
«Он, с одной стороны, был очень мягкий, ласковый, нежный, понимающий, жалеющий, и в то же время в каких-то моментах он был как скала». С годами  он наполнялся житейской мудростью, стал терпеливее.  Для себя он никогда ничего не просил». 
«Ощущение от общения было, что он очень мягкий. Он был необычайно мягкий человек, но эта мягкость облекалась вокруг такого стрежня…». 
Дочь Екатерина:
«Основой всему была доброта, не просто мягкость. Это разумная мягкость».
Вспоминает Форисенкова Т.А., бывший сотрудник библиотеки ЗТС:
«На турбазе работал на дебаркадере. Он чем-то выделялся, чем-то приковывал к себе внимание людей. И не так просто меня спрашивали про него. В нем интеллигентность всегда ощущалась. Она присутствовала всегда, во что бы он ни был одет. Какое-то обаяние у него было, как он с людьми разговаривал. Как он спрашивает, расспрашивает. Собирал материалы для своих рассказов. Как он, скажем, выделялся из толпы».
Фрагменты воспоминаний о Королёве его собрата по литературному цеху Сергея Леонидовича Николаева, опубликованные в «Московском журнале»

### О книгах и периодике
Королёв прочитал все собрание сочинений Чехова, причем не просто прочитал, но и переписывал. Искал книги, необходимые ему для писательства. После Чехова переключился на Мельникова-Печерского. Выписывал журналы «Вопросы истории» и «Вопросы философии».
Королёв прививал дочерям вкус к чтению. Младшая дочь Екатерина в детстве не любила читать. В.В. брал дочерей, покрывало и выводил их в сад. Старшая рисовала, а младшая должна была читать «Айболита» вслух. Когда Катя переросла отвращение к чтению и распробовала вкус литературы, он привел ее в библиотеку ЗТС и переписал на нее один из родительских абонементов. Королев выбрал для дочери книгу Лидии Чарской «Записки институтки», одно из первых изданий после запрета печати. Валерий Васильевич имел в библиотеке эксклюзивное право самому выбрать книгу, его запускали в хранение. Рядовым читателям книги выдавали по заказу.

### О живописи
Писатель всегда имел тягу к изобразительному искусству. Брат его отца был профессиональным художником. Отец, Василий Иванович, потрясающе вышивал.
Работая в Минкультуры РСФСР, Королёв дружил с художниками. В Коломне между ним и М.Г. Абакумовым завязались особенно крепкие отношения. С Михаилом Георгиевичем он впервые встретился на выставке в доме Озерова.  Здесь также познакомился с Евгением Ходиным.
Тесная дружба с Абакумовым стала причиной отражения в творчестве общих сюжетов. Так, случай, когда они помогали вытаскивать корову, провалившуюся в подпол, возник в картине Абакумова «Заблудилась» (1983 г.) и в последней главе в повести «Добрые люди» Королёва. 
Старшая дочь Королёва, Василина, одаренная художница. Окончила Рязанское художественное училище, МГАХИ им. В.И. Сурикова (мастерская монументальной живописи профессора Е.Н. Максимова). Участница зональных, всероссийских, международных выставок, Член Союза художников России.

Вспоминает дочь Лёля:
«В молодости Валерий Васильевич увлекался художественной фотографией. В день моего рождения в 1970 году был куплен фотоаппарат «Зенит». В доме была целая фотолаборатория. Фото проявлялись и печатались в ванной. Снимал не только близких и друзей, но и пейзажи, натюрморты. Любил делать черно-белые фото. Оставил целую коллекцию цветных слайдов».

### О музыке
Из автобиографической повести «Добрые люди» мы узнаем, что прадед писателя был музыкантом-самоучкой:
«Мужа своего, моего прадеда Николая, прабабка схоронила в тридцатом году, и сведения о нем у меня скудные. Знаю только, что он крестьянствовал, как все, в войну турецкую «на Шипке сидел» и вернулся оттуда «с ногой рубленой». Еще знаю, что имел прадед талант: играл и на гармони, и на балалайке, и на гуслях, которые и мастерил сам».
           Валерий Васильевич перенял у прадеда склонность к музыке. Кроме того, родители развивали в нем вкус к классической музыке. Маленького Валерия водили в консерваторию.
           Королёв получил музыкальное образование сначала в музыкальной школе,  музыкальном училище по классу баян, затем в Институте культуры на отделении оркестра народных инструментов. Умел также играть на фортепиано, до конца жизни помнил наизусть несколько произведений.  В молодости летом работал в пионерских лагерях музыкальным работником.

Он любил классическую и духовную музыку, духовые оркестры и оркестры народных инструментов. У Королёва было много пластинок с записями опер. По воспоминаниям младшей дочери, Екатерины, в доме звучали симфонии Чайковского, Калинникова, «Царская невеста» Римского-Корсакова.
Вспоминает дочь Лёля: «Из опер ещё любил «Бориса Годунова». Про оперетту говорил – не люблю. Люблю только три:  «Веселую вдову», «Корневильские колокола» и «Летучую мышь».
В зрелом возрасте, когда он работал в Непецино и в Андреевке, его начала тяготить необходимость выходить с баяном на сцену. 

### О писательской среде
После переезда писателя в Коломну, он начал искать единомышленников в среде писателей. Но на тот момент в городе не было писателей-прозаиков.
Как начинающего писателя Валерия Васильевича приняли сначала   в Молодежную секцию союза писателей, которая организовывала выездные писательские семинары на несколько дней: в доме отдыха молодым писателям  читали лекции, проводили занятия.  Валерий был участником сначала областного, а затем всесоюзного совещаний молодых писателей. Участники этих семинаров обладали другим уровнем понимания и отношения к литературе: работа в московских журналах, специальное образование, литинститут ставили их значительно выше. Королёв был среди них пришельцем. Но это не помешало ему завести дружбу с начинающими писателями Сергеем Николаевым, Олегом Моржавиным, Валерием Козловым. Дружба продолжилась и позже.
Определяя судьбу своих рукописей, Королёв решил написать нескольким маститым авторам и приложить свои рассказы. На его письмо отозвался знаменитый писатель-«деревенщик» В.П. Астафьев. Два письма, написанные от руки, на 2-3 листах были адресованы Валерию Васильевичу. Виктор Петрович писал с теплотой, прямо говоря о том, что Королеву пора печататься. Именно с благословения Виктора Петровича Астафьева появились печатные публикации Королёва.
Также откликнулся и Юрий Казаков.  Он не одобрил деревенскую прозу В.В. Королёва, но его ответ молодому, неизвестному начинающему прозаику — это высокий поступок.

## Смерть
Валерий Васильевич умер 5 мая 1995 года от инфаркта, не дожив до пятидесятилетнего юбилея всего несколько дней. Похоронен в Коломне на Ново-городищенском кладбище.

## Память
В 1995 году Центральная городская библиотека в Коломне получила имя Валерия Васильевича Королёва. После безвременного ухода в 1995 г. основные работы писателя остались неизданными. В наши дни они составили золотой фонд «Коломенского альманаха». На страницах литературного издания были опубликованы «Родимая сторона», «Древлянская революция», «Похождения сына боярского Еропкина», «Добрые люди», «Угорьевские откровения».
В библиотеке им. В.В. Королёва воссоздан мемориальный кабинет писателя, его творческая лаборатория, где каждый желающий может, виртуально переместившись в прошлое, увидеть и прикоснуться к вещам, которые окружали литератора. Сотрудники собрали богатые материалы: фотографии, картины кисти Василины Королёвой, дочери Валерия Васильевича, книги, рукописи, личные вещи, номер газеты «Грань» с первой авторской публикацией.
Каждый год на базе библиотеки проводится конференция «Королёвские чтения». 

## Современники о Королёве
Абакумов, М. А мне все также остро не хватает тебя,  друг / М.Абакумов// Грань. - 1990. - №18. - С. 7.
Антонова Елена - Как свет звезды угасшей
Архипцев, Б. И время – со скоростью пули / Б Архипцев// Грань. - 1990.- №18. - С. 7.
Горчакова Галина - Несостоявшееся  интервью
Кочеткова, Н. И тополя уходят, но след их озерный светел: памяти писателя Валерия Королева/ Н.Кочеткова// Коломенская правда. - 2000. - 5 мая. - С.3
Кузовкин, А. А. Успеваем не всегда/ А.Кузовкин// Грань. - 1990. - №18. - С.6.
Мельников Виктор - Утрата
Моржавин Олег - Литературное  братство
Николаев Сергей - Уроки  Королёва
Словацкий, Р. Вершина писателя/ Р. Словацкий// Грань. - 1990. - №18.- С.6.
Старшинов, Н. Он оправдал доверие/ Н. Старшинов// Грань. - 1990. - №18. -С.7.

## Критика
Кокшенева, К.  Русский человек Валерия Королёва / К. Кокшенева. Русская критика – М.: ИД «ПоРог», 2007. – С. 299
Кокшенёва, К. Чтобы грех не стал правдой жизни: [о творчестве Валерия Королёва] / Капитолина Кокшенёва// Коломенский альманах.  – Вып. 11 . – С. 211.